# دوکسن (پنسیلوانیا)
دوکسن (به انگلیسی: Duquesne) شهری در ایالت پنسیلوانیا کشور ایالات متحده آمریکا است که جمعیت آن در سرشماری سال ۲۰۱۰ میلادی، ۵٬۵۶۵ نفر بوده‌است.